# Central (região)
Região Central (em árabe: المنطقة الوسطى‎; romaniz.: Al-Minṭaqat al-Wusṭā) era uma das 12 regiões do Reino do Barém. Segundo censo de 2001, tinha 49 969 residentes. Compreendia 35 quilômetros quadrados.